# Ken McGregor
Kenneth Bruce (Ken) McGregor ( Adelaide, 2 juni 1929 - aldaar, 1 december 2007) was een tennisspeler uit Australië. 
McGregor won samen met zijn landgenoot Frank Sedgman vanaf de start van 1951 zeven grandslam dubbeltitels op rij, de finale van de Amerikaanse kampioenschappen verloren zij de finale. McGregor en Sedgman zijn tot op heden (2024) het enige koppel dat in één jaar alle vier de grandslamtoernooien in het herendubbel wonnen.
In het enkelspel was zijn grootste succes het winnen van de Australisch tenniskampioenschap 1952.
In 1999 werd hij opgenomen in de internationale Tennis Hall of Fame.

## Resultaten grandslamtoernooien
| Legenda | Legenda                          |
| ------- | -------------------------------- |
| g.t.    | geen toernooi gehouden           |
| l.c.    | lagere categorie                 |
| –       | niet deelgenomen                 |
| G       | uitgeschakeld in de groepsfase   |
| 1R      | uitgeschakeld in de eerste ronde |
| 2R      | uitgeschakeld in de tweede ronde |
| 3R      | uitgeschakeld in de derde ronde  |
| 4R      | uitgeschakeld in de vierde ronde |
| KF      | uitgeschakeld in de kwartfinale  |
| HF      | uitgeschakeld in de halve finale |
| F       | de finale verloren               |
| W       | het toernooi gewonnen            |
| w-v     | winst/verlies-balans             |

### Enkelspel
| Toernooi        | 1948 | 1949 | 1950 | 1951 | 1952 |
| --------------- | ---- | ---- | ---- | ---- | ---- |
| Australian Open | 2R   | 3R   | F    | F    | W    |
| Roland Garros   | –    | –    | 4R   | HF   | HF   |
| Wimbledon       | –    | –    | 4R   | F    | KF   |
| US Open         | –    | –    | 1R   | 1R   | 4R   |

### Dubbelspel
| Toernooi        | 1948 | 1949 | 1950 | 1951 | 1952 |
| --------------- | ---- | ---- | ---- | ---- | ---- |
| Australian Open | ?    | ?    | ?    | W    | W    |
| Roland Garros   | –    | –    | ?    | W    | W    |
| Wimbledon       | –    | –    | KF   | W    | W    |
| US Open         | –    | –    | ?    | W    | F    |

### Gemengddubbelspel
| Toernooi        | 1948 | 1949 | 1950 | 1951 | 1952 |
| --------------- | ---- | ---- | ---- | ---- | ---- |
| Australian Open | –    | –    | KF   | –    | –    |
| Roland Garros   | –    | –    | HF   | HF   | –    |
| Wimbledon       | –    | –    | 4R   | HF   | HF   |
| US Open         | –    | –    | W    | ?    | ?    |